# Nebulosa da Chama
A Nebulosa da Chama é uma nebulosa de emissão na constelação de Orion.

## Imagens

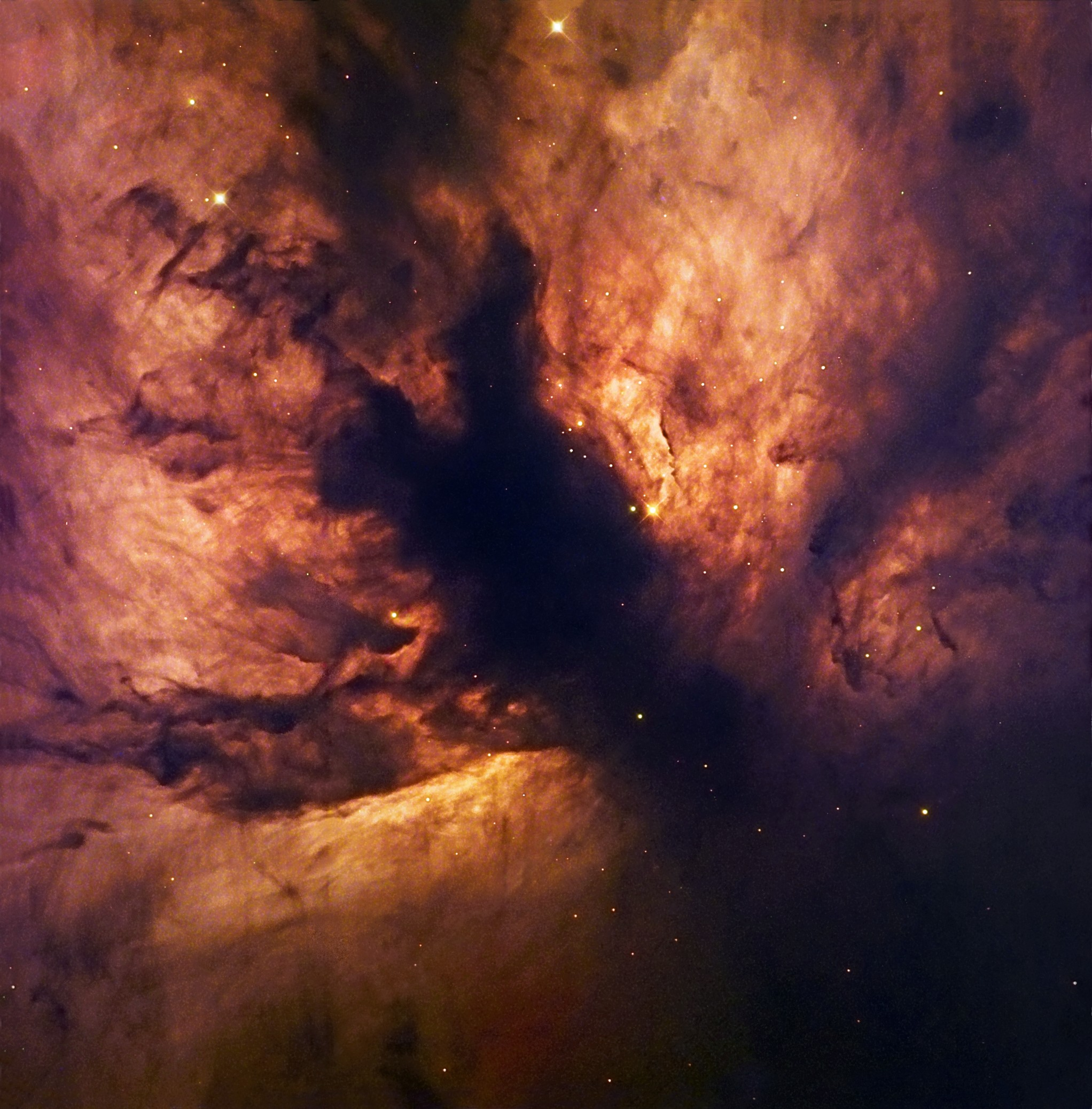
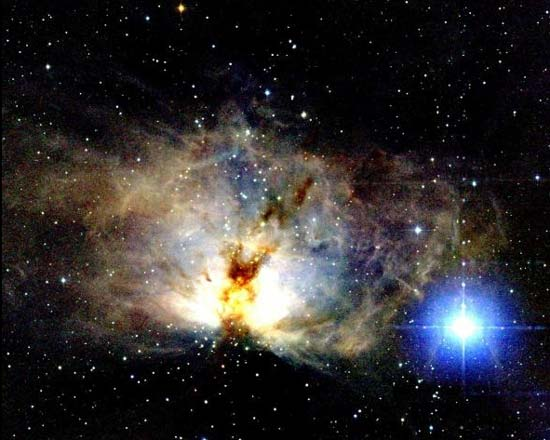